# .ua
.ua este un domeniu de internet de nivel superior, pentru Ucraina (ccTLD).